# Lista de florestas nacionais do Brasil
A seguinte lista de florestas nacionais do Brasil foi baseada nos dados disponíveis on-line pelo ICMBio e o MMA.
| Nome                   | Localização                                             | Bioma          | Data de criação                   | Área                                 |
| ---------------------- | ------------------------------------------------------- | -------------- | --------------------------------- | ------------------------------------ |
| Açu                    | Rio Grande do Norte · 5° 34′ 39,84″ S, 36° 56′ 47,66″ O | Caatinga       | 18 de julho de 2001 (23 anos)     | 225,02 hectares (2,3 km2)            |
| Assungui               | Paraná · 25° 10′ 50,89″ S, 49° 38′ 49,86″ O             | Mata Atlântica | 25 de outubro de 1968 (56 anos)   | 490,81 hectares (4,9 km2)            |
| Altamira               | Pará 5° 52′ 19,28″ S, 55° 01′ 37,03″ O                  | Amazônia       | 2 de fevereiro de 1998 (27 anos)  | 725 406,23 hectares (7 254,1 km2)    |
| Amaná                  | Pará 5° 24′ 19,82″ S, 57° 33′ 45,38″ O                  | Amazônia       | 13 de fevereiro de 2006 (19 anos) | 542 655,06 hectares (5 426,6 km2)    |
| Amapá                  | Amapá · 1° 18′ 26,14″ N, 51° 37′ 16″ O                  | Amazônia       | 10 de abril de 1989 (35 anos)     | 460 359,01 hectares (4 603,6 km2)    |
| Amazonas               | Amazonas · 1° 25′ 28,34″ N, 63° 37′ 09,21″ O            | Amazônia       | 1 de março de 1989 (36 anos)      | 1 944 203,55 hectares (19 442,0 km2) |
| Anauá                  | Roraima · 0° 42′ 31,25″ N, 60° 50′ 47,07″ O             | Amazônia       | 18 de fevereiro de 2005 (20 anos) | 259 400,62 hectares (2 594,0 km2)    |
| Araripe-Apodi          | Ceará · 7° 20′ 37,11″ S, 39° 26′ 56,51″ O               | Caatinga       | 2 de maio de 1946 (78 anos)       | 38 919,02 hectares (389,2 km2)       |
| Aripuanã               | Mato Grosso · Coordenadas : minutos ou segundos > 60    | Amazônia       | 11 de maio de 2016 (8 anos)       | 751 302,17 hectares (7 513,0 km2)    |
| Balata-Tufari          | Amazonas · 7° 01′ 09,13″ S, 63° 51′ 33″ O               | Amazônia       | 8 de maio de 2008 (16 anos)       | 1 079 954,68 hectares (10 799,5 km2) |
| Bom Futuro             | Rondônia · 9° 24′ 26,13″ S, 63° 50′ 06,85″ O            | Amazônia       | 21 de junho de 1988 (36 anos)     | 97 405,94 hectares (974,1 km2)       |
| Brasília               | Distrito Federal · 15° 45′ 03,94″ S, 48° 05′ 26,13″ O   | Cerrado        | 10 de junho de 1999 (25 anos)     | 9 336,15 hectares (93,4 km2)         |
| Caçador                | Santa Catarina · 26° 45′ 22,71″ S, 51° 12′ 06,81″ O     | Mata Atlântica | 25 de outubro de 1968 (56 anos)   | 706,54 hectares (7,1 km2)            |
| Canela                 | Rio Grande do Sul · 29° 19′ 06,18″ S, 50° 48′ 43,17″ O  | Mata Atlântica | 25 de outubro de 1968 (56 anos)   | 563,52 hectares (5,6 km2)            |
| Capão Bonito           | São Paulo · 23° 55′ 20,26″ S, 48° 31′ 04,97″ O          | Mata Atlântica | 25 de outubro de 1968 (56 anos)   | 4 236,86 hectares (42,4 km2)         |
| Carajás                | Pará 6° 07′ 34,14″ S, 50° 22′ 59,32″ O                  | Amazônia       | 2 de fevereiro de 1998 (27 anos)  | 391 255,50 hectares (3 912,6 km2)    |
| Caxiuanã               | Pará 2° 03′ 12,43″ S, 51° 42′ 20,96″ O                  | Amazônia       | 21 de novembro de 1961 (63 anos)  | 317 946,01 hectares (3 179,5 km2)    |
| Chapecó                | Santa Catarina · 27° 05′ 35,17″ S, 52° 46′ 35,4″ O      | Mata Atlântica | 25 de outubro de 1968 (56 anos)   | 1 604,08 hectares (16,0 km2)         |
| Contendas do Sincorá   | Bahia 12° 56′ 24,03″ S, 41° 05′ 32,32″ O                | Caatinga       | 21 de setembro de 1999 (25 anos)  | 11 215,78 hectares (112,2 km2)       |
| Crepori                | Pará 6° 35′ 59,02″ S, 57° 06′ 40,14″ O                  | Amazônia       | 13 de fevereiro de 2006 (19 anos) | 740 396,30 hectares (7 404,0 km2)    |
| Cristópolis            | Bahia 12° 28′ 51,79″ S, 44° 26′ 22,82″ O                | Cerrado        | 18 de maio de 2001 (23 anos)      | 12 840,31 hectares (128,4 km2)       |
| Goytacazes             | Espírito Santo · 19° 27′ 13,09″ S, 40° 04′ 38,16″ O     | Mata Atlântica | 28 de novembro de 2002 (22 anos)  | 1 425,62 hectares (14,3 km2)         |
| Humaitá                | Amazonas · 8° 03′ 23,52″ S, 62° 27′ 20,91″ O            | Amazônia       | 2 de fevereiro de 1998 (27 anos)  | 473 256,44 hectares (4 732,6 km2)    |
| Ibirama                | Santa Catarina · 27° 01′ 53,9″ S, 49° 27′ 11,82″ O      | Mata Atlântica | 11 de março de 1988 (37 anos)     | 519,35 hectares (5,2 km2)            |
| Ibura                  | Sergipe · 10° 50′ 28,56″ S, 37° 08′ 35,62″ O            | Mata Atlântica | 19 de setembro de 2005 (19 anos)  | 144,14 hectares (1,4 km2)            |
| Ipanema                | São Paulo · 23° 26′ 00,71″ S, 47° 37′ 54,92″ O          | Mata Atlântica | 20 de maio de 1992 (32 anos)      | 5 384,77 hectares (53,8 km2)         |
| Iquiri                 | Amazonas · 8° 37′ 20,57″ S, 66° 17′ 20,16″ O            | Amazônia       | 8 de maio de 2008 (16 anos)       | 1 472 599,57 hectares (14 726,0 km2) |
| Irati                  | Paraná · 25° 22′ 03,67″ S, 50° 34′ 48,45″ O             | Mata Atlântica | 20 de outubro de 1968 (56 anos)   | 3 802,49 hectares (38,0 km2)         |
| Itacaiunas             | Pará 5° 52′ 31,93″ S, 50° 56′ 47,54″ O                  | Amazônia       | 2 de fevereiro de 1968 (57 anos)  | 136 699,32 hectares (1 367,0 km2)    |
| Itaituba I             | Pará 5° 32′ 10,07″ S, 56° 30′ 12,54″ O                  | Amazônia       | 2 de fevereiro de 1998 (27 anos)  | 212 881,04 hectares (2 128,8 km2)    |
| Itaituba II            | Pará 5° 01′ 08,21″ S, 56° 31′ 10,19″ O                  | Amazônia       | 2 de fevereiro de 1998 (27 anos)  | 427 366,56 hectares (4 273,7 km2)    |
| Jacundá                | Rondônia · 8° 25′ 24,14″ S, 63° 05′ 10,74″ O            | Amazônia       | 1 de dezembro de 2004 (20 anos)   | 221 229,27 hectares (2 212,3 km2)    |
| Jamanxim               | Pará 7° 44′ 46,23″ S, 55° 44′ 05,95″ O537.228           | Amazônia       | 13 de fevereiro de 2006 (19 anos) | 1 301 567,09 hectares (13 015,7 km2) |
| Jamari                 | Rondônia · 9° 18′ 26,78″ S, 62° 56′ 19,74″ O            | Amazônia       | 25 de setembro de 1984 (40 anos)  | 222 151,83 hectares (2 221,5 km2)    |
| Jatuarana              | Amazonas · 7° 40′ 41,62″ S, 59° 34′ 26,8″ O             | Amazônia       | 19 de setembro de 2002 (22 anos)  | 569 482,25 hectares (5 694,8 km2)    |
| Lorena                 | São Paulo · 22° 43′ 14,13″ S, 45° 05′ 33,34″ O          | Mata Atlântica | 18 de julho de 2001 (23 anos)     | 281,41 hectares (2,8 km2)            |
| Macauã                 | Acre · 9° 56′ 53,68″ S, 69° 41′ 37,17″ O                | Amazônia       | 21 de junho de 1988 (36 anos)     | 176 356,79 hectares (1 763,6 km2)    |
| Mapiá-Inauini          | Amazonas · 8° 18′ 14,92″ S, 68° 09′ 07,53″ O            | Amazônia       | 14 de agosto de 1989 (35 anos)    | 176 356,79 hectares (1 763,6 km2)    |
| Mário Xavier           | Rio de Janeiro · 22° 43′ 44,37″ S, 43° 42′ 25,89″ O     | Mata Atlântica | 8 de outubro de 1986 (38 anos)    | 495,99 hectares (5,0 km2)            |
| Mata Grande            | Goiás · 13° 34′ 21,93″ S, 46° 43′ 53,96″ O              | Cerrado        | 13 de outubro de 2003 (21 anos)   | 2 009,95 hectares (20,1 km2)         |
| Mulata                 | Pará 1° 13′ 40,56″ S, 54° 23′ 25,69″ O                  | Amazônia       | 1 de agosto de 2001 (23 anos)     | 216 446,60 hectares (2 164,5 km2)    |
| Negreiros              | Pernambuco · 7° 58′ 17,93″ S, 39° 25′ 25,91″ O          | Caatinga       | 11 de outubro de 2007 (17 anos)   | 3 004,53 hectares (30,0 km2)         |
| Nísia Floresta         | Rio Grande do Norte · 6° 04′ 58,82″ S, 35° 10′ 56,7″ O  | Mata Atlântica | 27 de setembro de 2001 (23 anos)  | 168,84 hectares (1,7 km2)            |
| Pacotuba               | Espírito Santo · 20° 40′ 41,76″ S, 41° 17′ 26,91″ O     | Mata Atlântica | 13 de fevereiro de 2002 (23 anos) | 449,44 hectares (4,5 km2)            |
| Palmares               | Piauí · 5° 03′ 03,85″ S, 42° 35′ 44,26″ O               | Caatinga       | 22 de fevereiro de 2005 (20 anos) | 168,21 hectares (1,7 km2)            |
| Paraopeba              | Minas Gerais · 19° 15′ 35,05″ S, 44° 24′ 13,86″ O       | Cerrado        | 18 de julho de 2001 (23 anos)     | 203,29 hectares (2,0 km2)            |
| Parima                 | Roraima                                                 | Amazônia       | 5 de setembro de 2023             | 109,484 hectares (1,09 km^2)         |
| Passa Quatro           | Minas Gerais · 22° 23′ 29,52″ S, 44° 56′ 33,46″ O       | Mata Atlântica | 25 de outubro de 1968 (56 anos)   | 335,37 hectares (3,4 km2)            |
| Passo Fundo            | Rio Grande do Sul · 28° 19′ 22,52″ S, 52° 11′ 15,4″ O   | Mata Atlântica | 25 de outubro de 1968 (56 anos)   | 1 333,61 hectares (13,3 km2)         |
| Pau-Rosa               | Amazonas · 4° 46′ 55,6″ S, 58° 00′ 54″ O                | Amazônia       | 7 de agosto de 2001 (23 anos)     | 827 877 hectares (8 278,8 km2)       |
| Piraí do Sul           | Paraná · 24° 34′ 33,14″ S, 49° 55′ 05″ O                | Mata Atlântica | 2 de junho de 2004 (20 anos)      | 170,22 hectares (1,7 km2)            |
| Purus                  | Amazonas · 8° 14′ 58,86″ S, 67° 41′ 27,91″ O            | Amazônia       | 21 de junho de 1998 (26 anos)     | 256 121,13 hectares (2 561,2 km2)    |
| Restinga de Cabedelo   | Paraíba · 7° 03′ 52,14″ S, 34° 51′ 13,43″ O             | Mata Atlântica | 2 de junho de 2004 (20 anos)      | 114,62 hectares (1,1 km2)            |
| Rio Preto              | Espírito Santo · 18° 23′ 52,46″ S, 39° 50′ 56,86″ O     | Mata Atlântica | 21 de junho de 1998 (26 anos)     | 2 561,2113 hectares (25,6 km2)       |
| Ritápolis              | Minas Gerais · 21° 03′ 07,98″ S, 44° 16′ 46,61″ O       | Mata Atlântica | 21 de setembro de 1999 (25 anos)  | 89,19 hectares (0,9 km2)             |
| Roraima                | Roraima · 2° 56′ 30,69″ N, 61° 48′ 15,39″ O             | Amazônia       | 1 de março de 1989 (36 anos)      | 2 664 685 hectares (26 646,9 km2)    |
| Santa Rosa do Purus    | Acre · 9° 34′ 04,79″ S, 71° 04′ 29,07″ O                | Amazônia       | 7 de agosto de 2001 (23 anos)     | 231 555,52 hectares (2 315,6 km2)    |
| São Francisco          | Acre · 9° 54′ 45,67″ S, 69° 22′ 24,15″ O                | Amazônia       | 7 de agosto de 2001 (23 anos)     | 21 148,12 hectares (211,5 km2)       |
| São Francisco de Paula | Rio Grande do Sul · 29° 26′ 02,02″ S, 50° 23′ 37,81″ O  | Mata Atlântica | 20 de outubro de 1968 (56 anos)   | 1 615,59 hectares (16,2 km2)         |
| Saracá-Taquera         | Pará 1° 44′ 55,86″ S, 56° 35′ 33,81″ O                  | Amazônia       | 27 de dezembro de 1989 (35 anos)  | 441 283,88 hectares (4 412,8 km2)    |
| Silvânia               | Goiás · 16° 38′ 20,5″ S, 48° 39′ 39,5″ O                | Cerrado        | 18 de julho de 2001 (23 anos)     | 486,37 hectares (4,9 km2)            |
| Sobral                 | Ceará · 3° 46′ 47,8″ S, 40° 31′ 42,41″ O                | Caatinga       | 27 de setembro de 2001 (23 anos)  | 661,01 hectares (6,6 km2)            |
| Tapajós                | Pará 3° 38′ 50,38″ S, 55° 05′ 57,66″ O                  | Amazônia       | 19 de fevereiro de 1974 (51 anos) | 530 621,59 hectares (5 306,2 km2)    |
| Tapirapé-Aquiri        | Pará 5° 47′ 35,06″ S, 50° 35′ 39,09″ O                  | Amazônia       | 5 de maio de 1989 (35 anos)       | 196 502,64 hectares (1 965,0 km2)    |
| Tefé                   | Amazonas · 4° 13′ 38,82″ S, 65° 43′ 03,99″ O            | Amazônia       | 10 de abril de 1989 (35 anos)     | 865 122,24 hectares (8 651,2 km2)    |
| Três Barras            | Santa Catarina · 26° 12′ 46,95″ S, 50° 18′ 47,09″ O     | Mata Atlântica | 25 de outubro de 1968 (56 anos)   | 4 385,33 hectares (43,9 km2)         |
| Trairão                | Pará 4° 52′ 08,95″ S, 55° 37′ 50,23″ O                  | Amazônia       | 14 de fevereiro de 2006 (19 anos) | 257 529,41 hectares (2 575,3 km2)    |
| Urupadi                | Amazonas · Coordenadas : minutos ou segundos > 60       | Amazônia       | 11 de maio de 2016 (8 anos)       | 538 023,03 hectares (5 380,2 km2)    |

## Ver também

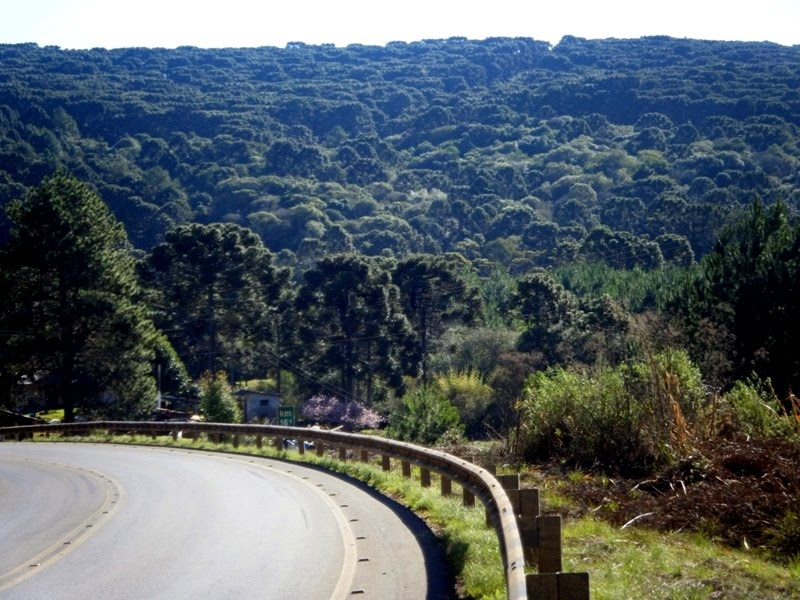
Floresta Nacional de Caçador, em Santa Catarina.

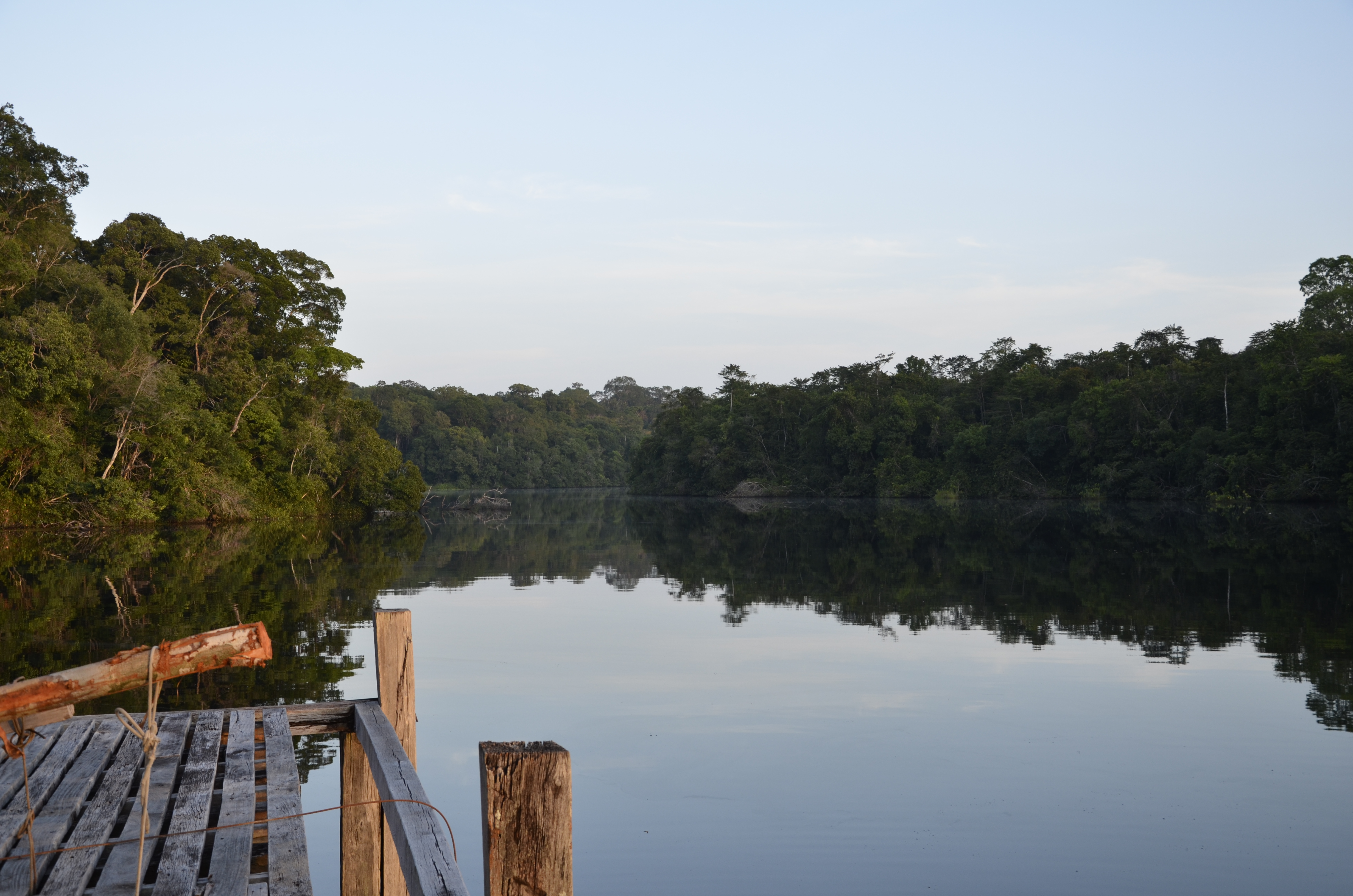
Floresta Nacional de Caxiuanã, no Pará.

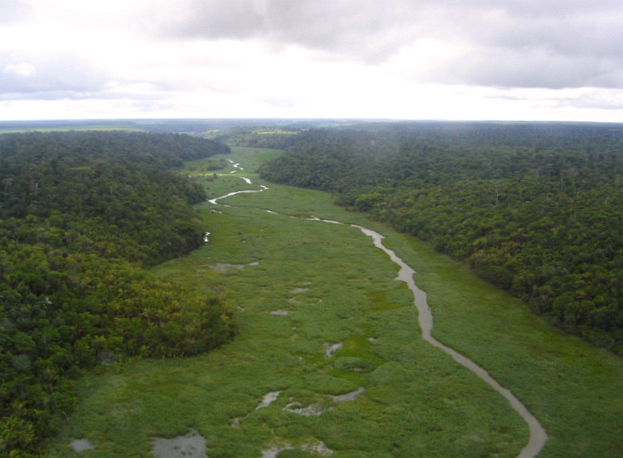
Floresta Nacional do Rio Preto, no Espírito Santo.

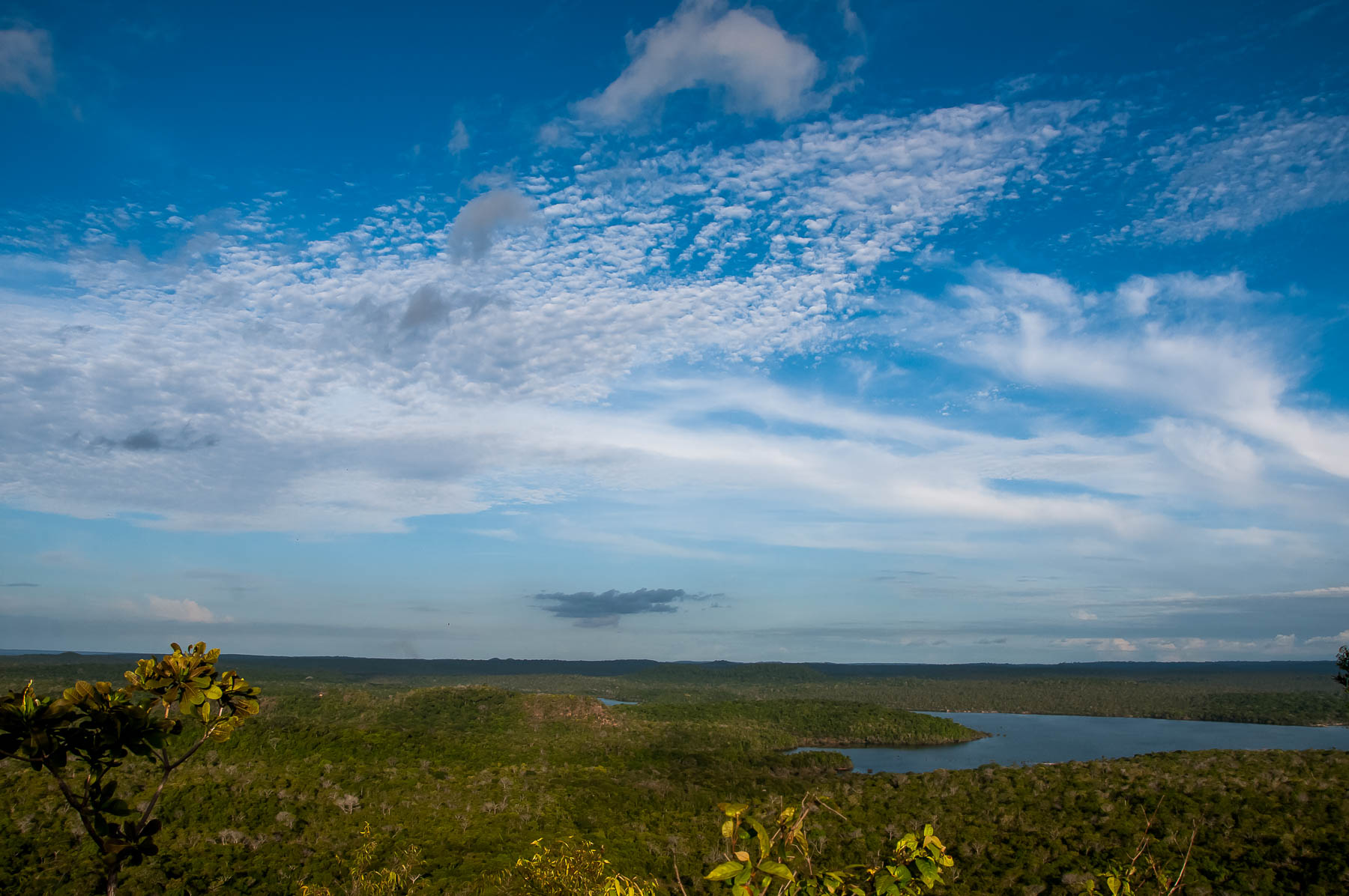
Floresta Nacional do Tapajós, no Pará.

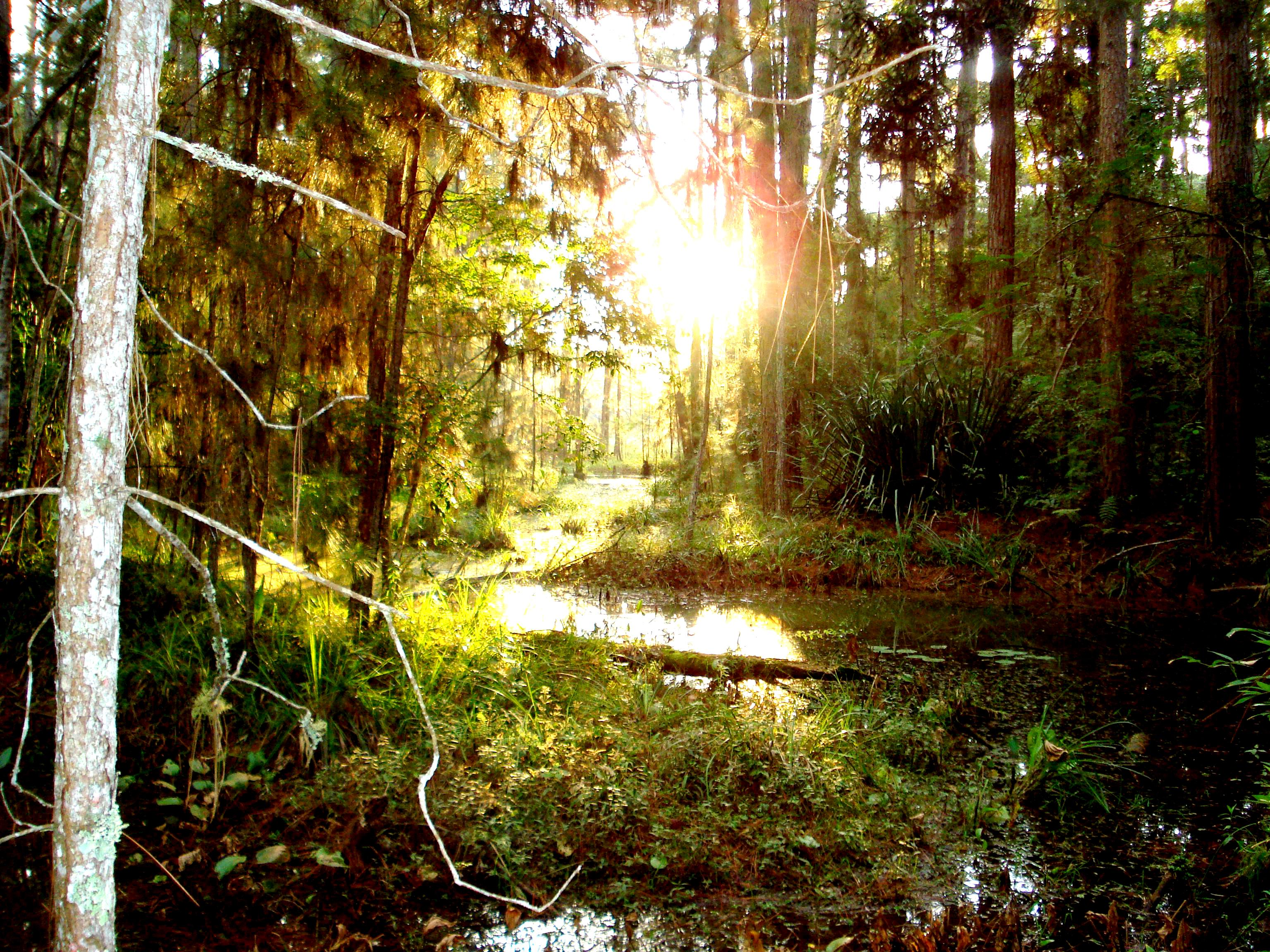
Floresta Nacional de Três Barras, em Santa Catarina.